# Futebol nos Jogos Olímpicos de Verão de 1972
O torneio de futebol nos Jogos Olímpicos de Verão de 1972 foi realizado em Munique e em outras seis cidades alemãs entre 27 de agosto e 10 de setembro.
Durante a disputa pelo terceiro lugar entre União Soviética e Alemanha Oriental, as duas equipes empataram no tempo normal e na prorrogação e dividiram a medalha de bronze.

## Masculino
| Ouro | Prata | Bronze | Bronze |
| Polônia Hubert Kostka Zbigniew Gut Jerzy Gorgoń Zygmunt Anczok Lesław Ćmikiewicz Zygmunt Maszczyk Jerzy Kraska Kazimierz Deyna Zygfryd Szołtysik Włodzimierz Lubański Robert Gadocha Ryszard Szymczak Antoni Szymanowski Joachim Marx Grzegorz Lato Marian Ostafiński Kazimierz Kmiecik | Hungria István Géczi Péter Vépi Miklós Páncsics Péter Juhász Lajos Szűcs Mihály Kozma Antal Dunai Lajos Kü Béla Váradi Ede Dunai László Bálint Lajos Kocsis Kálmán Tóth László Branikovits József Kovács Csaba Vidáts Ádám Rothermel | União Soviética Oleh Blokhin Murtaz Khurtsilava Yuri Istomin Volodymyr Kaplychnyi Viktor Kolotov Yevgeniy Lovchev Sergei Olshansky Yevgeniy Rudakov Viacheslav Semenov Gennady Yevriuzhikin Oganes Zanazanyan Andrei Yakubik Arkady Andreasyan Revaz Dzodzuashvili József Szabó Yuriy Yeliseyev Vladimir Onishchenko Anatoliy Kuksov Vladimir Pilgui | Alemanha Oriental Jürgen Croy Manfred Zapf Konrad Weise Bernd Bransch Jürgen Pommerenke Jürgen Sparwasser Hans-Jürgen Kreische Joachim Streich Wolfgang Seguin Peter Ducke Frank Ganzera Lothar Kurbjuweit Eberhard Vogel Harald Irmscher Ralf Schulenberg Reinhard Häfner Siegmar Watzlich |

### Primeira fase

#### Grupo A
| Time               | Pts | J | V | E | D | GP | GC | S   |
| ------------------ | --- | - | - | - | - | -- | -- | --- |
| Alemanha Ocidental | 6   | 3 | 3 | 0 | 0 | 13 | 0  | 13  |
| Marrocos           | 3   | 3 | 1 | 1 | 1 | 6  | 3  | 3   |
| Malásia            | 2   | 3 | 1 | 0 | 2 | 3  | 9  | -6  |
| Estados Unidos     | 1   | 3 | 0 | 1 | 2 | 0  | 10 | -10 |

| 27 de agosto de 1972 |     |                    |            |
| Malásia              | 0–3 | Alemanha Ocidental | Munique    |
| Marrocos             | 0–0 | Estados Unidos     | Augsburg   |
| 29 de agosto de 1972 |     |                    |            |
| Alemanha Ocidental   | 3–0 | Marrocos           | Passau     |
| Estados Unidos       | 0–3 | Malásia            | Ingolstadt |
| 31 de agosto de 1972 |     |                    |            |
| Estados Unidos       | 0–7 | Alemanha Ocidental | Munique    |
| Marrocos             | 6–0 | Malásia            | Ingolstadt |

#### Grupo B
| Time            | Pts | J | V | E | D | GP | GC | S  |
| --------------- | --- | - | - | - | - | -- | -- | -- |
| União Soviética | 6   | 3 | 3 | 0 | 0 | 7  | 2  | 5  |
| México          | 4   | 3 | 2 | 0 | 1 | 3  | 4  | -1 |
| Birmânia        | 2   | 3 | 1 | 0 | 2 | 2  | 2  | 0  |
| Sudão           | 0   | 3 | 0 | 0 | 3 | 1  | 5  | -4 |

| 28 de agosto de 1972  |     |                 |             |
| Birmânia              | 0–1 | União Soviética | Ratisbona   |
| Sudão                 | 0–1 | México          | Nurembergue |
| 30 de agosto de 1972  |     |                 |             |
| União Soviética       | 2–1 | Sudão           | Munique     |
| México                | 1–0 | Birmânia        | Nurembergue |
| 1 de setembro de 1972 |     |                 |             |
| México                | 1–4 | União Soviética | Ratisbona   |
| Sudão                 | 0–2 | Birmânia        | Passau      |

#### Grupo C
| Time      | Pts | J | V | E | D | GP | GC | S  |
| --------- | --- | - | - | - | - | -- | -- | -- |
| Hungria   | 5   | 3 | 2 | 1 | 0 | 9  | 2  | 7  |
| Dinamarca | 4   | 3 | 2 | 0 | 1 | 7  | 4  | 3  |
| Irã       | 2   | 3 | 1 | 0 | 2 | 1  | 9  | -8 |
| Brasil    | 1   | 3 | 0 | 1 | 2 | 4  | 6  | -2 |

| 27 de agosto de 1972 |     |           |             |
| Irã                  | 0–5 | Hungria   | Nurembergue |
| Brasil               | 2–3 | Dinamarca | Passau      |
| 29 de agosto de 1972 |     |           |             |
| Hungria              | 2–2 | Brasil    | Munique     |
| Dinamarca            | 4–0 | Irã       | Augsburg    |
| 31 de agosto de 1972 |     |           |             |
| Dinamarca            | 0–2 | Hungria   | Augsburg    |
| Brasil               | 0–1 | Irã       | Ratisbona   |

#### Grupo D
| Time              | Pts | J | V | E | D | GP | GC | S   |
| ----------------- | --- | - | - | - | - | -- | -- | --- |
| Polônia           | 6   | 3 | 3 | 0 | 0 | 11 | 2  | 9   |
| Alemanha Oriental | 4   | 3 | 2 | 0 | 1 | 11 | 3  | 8   |
| Colômbia          | 2   | 3 | 1 | 0 | 2 | 5  | 12 | -7  |
| Gana              | 0   | 3 | 0 | 0 | 3 | 1  | 11 | -10 |

| 28 de agosto de 1972  |     |                   |             |
| Gana                  | 0–4 | Alemanha Oriental | Munique     |
| Colômbia              | 1–5 | Polônia           | Ingolstadt  |
| 30 de agosto de 1972  |     |                   |             |
| Alemanha Oriental     | 6–1 | Colômbia          | Passau      |
| Polônia               | 4–0 | Gana              | Ratisbona   |
| 1 de setembro de 1972 |     |                   |             |
| Colômbia              | 3–1 | Gana              | Munique     |
| Polônia               | 2–1 | Alemanha Oriental | Nurembergue |

### Segunda fase
Na segunda fase, as duas melhores equipes classificadas de cada grupo disputam a medalha de ouro. As equipes que terminaram na segunda colocação dos grupos partem para a disputa da medalha de bronze.

#### Grupo 1
| Time               | Pts | J | V | E | D | GP | GC | S  |
| ------------------ | --- | - | - | - | - | -- | -- | -- |
| Hungria            | 6   | 3 | 3 | 0 | 0 | 8  | 1  | 7  |
| Alemanha Oriental  | 4   | 3 | 2 | 0 | 1 | 10 | 4  | 6  |
| Alemanha Ocidental | 1   | 3 | 0 | 1 | 2 | 4  | 8  | -4 |
| México             | 1   | 3 | 0 | 1 | 2 | 1  | 10 | -9 |

| 3 de setembro de 1972 |     |                    |             |
| Alemanha Ocidental    | 1–1 | México             | Nurembergue |
| Hungria               | 2–0 | Alemanha Oriental  | Passau      |
| 5 de setembro de 1972 |     |                    |             |
| Alemanha Oriental     | 7–0 | México             | Ingolstadt  |
| 6 de setembro de 1972 |     |                    |             |
| Alemanha Ocidental    | 1–4 | Hungria            | Ratisbona   |
| 8 de setembro de 1972 |     |                    |             |
| Hungria               | 2–0 | México             | Nurembergue |
| Alemanha Oriental     | 3–2 | Alemanha Ocidental | Munique     |

#### Grupo 2
| Time            | Pts | J | V | E | D | GP | GC | S   |
| --------------- | --- | - | - | - | - | -- | -- | --- |
| Polônia         | 5   | 3 | 2 | 1 | 0 | 8  | 2  | 6   |
| União Soviética | 4   | 3 | 2 | 0 | 1 | 8  | 2  | 6   |
| Dinamarca       | 3   | 3 | 1 | 1 | 1 | 4  | 6  | -2  |
| Marrocos        | 0   | 3 | 0 | 0 | 3 | 1  | 11 | -10 |

| 3 de setembro de 1972 |     |                 |             |
| Marrocos              | 0–3 | União Soviética | Munique     |
| Dinamarca             | 1–1 | Polônia         | Ingolstadt  |
| 5 de setembro de 1972 |     |                 |             |
| Marrocos              | 1–3 | Dinamarca       | Passau      |
| Polônia               | 2–1 | União Soviética | Ratisbona   |
| 8 de setembro de 1972 |     |                 |             |
| Polônia               | 5–0 | Marrocos        | Nurembergue |
| Dinamarca             | 0–4 | União Soviética | Augsburg    |

### Disputa pelo bronze
| 10 de setembro de 1972 12:00 | Alemanha Oriental | 2–2 (pro) | União Soviética     | Munique |
|                              | Kreische Vogel    |           | Blokhin Khurtsilava |         |

### Final
| 10 de setembro de 1972 13:00 | Polônia     | 2–1 | Hungria | Munique |
|                              | Deyna Deyna |     | Varadi  |         |